# 블러드 레드 슈즈
블러드 레드 슈즈(Blood Red Shoes)는 잉글랜드의 록 듀오이다.

## 디스코그래피

### 스튜디오 음반
- Box of Secrets (2008)
- Fire Like This (2010)
- In Time to Voices (2012)